# The Walk (The X-Files)
«The Walk» es el séptimo episodio de la tercera temporada de la serie de televisión de ciencia ficción estadounidense The X-Files. Fue escrito por John Shiban y dirigido por Rob Bowman. El episodio se emitió en Estados Unidos el 10 de noviembre de 1995 en la cadena Fox. El episodio es una historia del «monstruo de la semana», una trama independiente que no está relacionada con la mitología más amplia de la serie. «The Walk» obtuvo una calificación Nielsen de 10,4, siendo visto por 15,91 millones de personas en su emisión inicial. La recepción de la crítica fue mixta.
El programa se centra en los agentes especiales del FBI Fox Mulder (David Duchovny) y Dana Scully (Gillian Anderson) que trabajan en casos relacionados con lo paranormal, llamados expedientes X. Mulder cree en lo paranormal, mientras que a la escéptica Scully se le ha asignado la tarea de desacreditar su trabajo. En este episodio, un intento de suicidio de un paciente en un hospital del ejército de los Estados Unidos le interesa a Mulder relacionado con un «soldado fantasma» que ha evitado la muerte del hombre. El general del ejército de los Estados Unidos a cargo del hospital se opone inicialmente a la participación del FBI hasta que el asesino invisible comienza a acecharlo. Todos los involucrados en el caso se sorprenden al saber que el principal sospechoso podría ser un amputado cuádruple.
«The Walk» es el primer guion de X-Files de John Shiban, quien comentó que fue un desafío para él. Se inspiró en la película Hombres, que presenta a un personaje que perdió las piernas en la guerra y desea poder caminar nuevamente. El episodio requirió varios efectos visuales que casi no se completaron a tiempo.

## Argumento
En un hospital de veteranos en Fort Evanston, Maryland, el teniente coronel Victor Stans hace su tercer intento de suicidio; afirma que una figura misteriosa no lo deja morir. Stans intenta ahogarse en una tina de agua hirviendo, pero es rescatado por el personal del hospital y posteriormente queda desfigurado debido al agua caliente. Stans nuevamente afirma que la misteriosa figura no lo deja morir.
Cuando Fox Mulder (David Duchovny) y Dana Scully (Gillian Anderson) interrogan a Stans, se enteran de que su esposa e hijos murieron en un incendio en la casa que, según él, lo inició el misterioso soldado que, según él, no le permite suicidarse. La capitana Janet Draper detiene el interrogatorio, ya que Mulder y Scully no recibieron permiso de su oficial superior, el general Thomas Callahan, para ver a Stans. Después de reunirse con los agentes, Callahan ve al soldado fantasma que Stans describió. También encuentra su contestador automático reproduciendo un mensaje ininteligible. Más tarde, mientras usaba la piscina de la base, Draper es ahogada por una fuerza invisible.
Callahan les cuenta a los agentes sobre el soldado y el correo de voz, que fue recibido dos veces antes en su casa. Cuando visitan su casa, su hijo pequeño, Trevor, cree haber visto a alguien entrar; La propia Scully ve a alguien en el patio trasero. En la propiedad se encuentran huellas dactilares que pertenecen al cartero del hospital, Quinton «Roach» Freely. Mientras Mulder y Scully detienen a Roach, Trevor es atacado y enterrado por la fuerza invisible en su caja de arena. Bajo el interrogatorio del agente, Roach admite su papel en las muertes y afirma que él es solo el «mensajero de Rappo».
«Rappo» resulta ser Leonard Trimble (Ian Tracey), un veterano de la Guerra del Golfo y amputado cuádruple. Scully no le cree a Roach, aunque él insiste en que Rappo lo matará a continuación. Más tarde, Scully encuentra a Roach muerto en su celda con una sábana en la garganta. Scully supone que se suicidó, pero Mulder le muestra los rayos X de placas dentales que había llevado en la sala de rehabilitación, la piscina, la oficina de Callahan y la casa de Callahan; todos muestran signos de radiación. Mulder piensa que Rappo está dejando su cuerpo a través de una proyección astral, haciéndolo con una conexión psíquica forjada a través de las cartas de Roach. También reproduce el correo de voz al revés; donde se escucha en realidad una amenaza del soldado fantasma.
Al ser interrogado, un Rappo amargado declara su creencia de que la Guerra del Golfo le quitó la vida. Mientras tanto, Callahan encuentra el cadáver de su esposa. Va al hospital para hablar con Stans, quien le revela que Rappo, a quien no conoce, es responsable de las muertes. Cuando Callahan se enfrenta a Rappo, admite abiertamente sus crímenes. Rappo intenta incitar a Callahan a matarlo, pero Callahan decide «retirarse» y dispara sobre la cabeza de Rappo. Callahan le dice a Rappo que simplemente sufrirá como él y los demás, dejando a Rappo enfurecido. Los agentes llegan y encuentran a Rappo en trance; Scully cree que está teniendo un ataque, pero Mulder se da cuenta de lo que está sucediendo y trata de encontrar a Callahan. La aparición de Rappo ataca a Callahan con vapor de las tuberías en el sótano del hospital. Stans entra en la habitación de Rappo, cierra la puerta con llave y ahoga a Rappo con una almohada. Con Rappo muerto, su aparición desaparece antes de que ataque a Mulder. Callahan permanece ileso.
Dado que no hay evidencia física que demuestre que Rappo mató a la esposa y al hijo de Callahan, el caso sigue sin resolverse. Stans es liberado y se convierte en el cartero de Callahan; tanto el teniente coronel como el general se reconocen antes de que el primero se vaya para continuar con su trabajo. La narración de Mulder dice que la familia de Rappo intentó que lo enterraran en el Cementerio Nacional de Arlington, pero el Ejército negó su solicitud; en cambio, fue incinerado y enterrado en un cementerio civil en Pensilvania.

## Producción
«The Walk» fue escrito por John Shiban, lo que la convierte en su primera contribución a la serie. Siendo nuevo en la serie, encontró el episodio desafiante de escribir, particularmente al principio donde Mulder y Scully «tienen que unirse en un caso, pero tienen que estar en desacuerdo». Shiban se inspiró en la película Hombres (1950), sobre un teniente de la Segunda Guerra Mundial que resulta gravemente herido en combate y no quiere nada más que poder volver a caminar. Finalmente, conectó este deseo con el concepto parapsicológico de proyección astral, y los dos «simplemente encajan». Algunos miembros del equipo de redacción estaban preocupados por matar al hijo pequeño de Callahan, Trevor, pero a Shiban no le molestó y sintió que Rappo quería quitarle todo a Callahan, y el peor golpe sería matar a su hijo.
El director Rob Bowman sintió que Ian Tracey, quien interpretó a Rappo, era «un actor increíblemente fuerte» y encajaba en el papel. Deryl Hayes, quien interpretó a un psiquiatra del ejército en este episodio, apareció anteriormente como un operativo de la CIA en el episodio de la primera temporada «Shadows». La escena de ahogamiento de Draper requirió que la actriz Nancy Sorel fuera arrastrada bajo el agua con un cable discreto conectado al piso de la piscina. El efecto de una ola que alcanza a Draper fue creado por los miembros del departamento de efectos especiales Mat Beck y David Gauthier. Para la escena en la que muere Trevor, uno de los especialistas del programa fue enterrado en la arena y «estalló» en el momento justo; esta toma fue luego aumentada digitalmente en posproducción. El efecto en el clímax en el que la aparición de Rappo arroja a Callahan y Mulder al otro lado de la habitación se creó con un ariete de aire, un dispositivo neumático que catapulta a un doble de riesgo a través del aire utilizando aire comprimido. Los efectos visuales del episodio requirieron una atención considerable y casi no se completaron a tiempo.

## Recepción
«The Walk» se transmitió por primera vez en la cadena Fox el 10 de noviembre de 1995. Obtuvo una calificación Nielsen de 10,4, con una participación de 18, lo que significa que aproximadamente el 10,4 por ciento de todos los hogares equipados con televisión y el 18 por ciento de los hogares que miran televisión, estaban sintonizados con el episodio. Fue visto por un total de 15,91 millones de espectadores.
En una retrospectiva de la tercera temporada de Entertainment Weekly, «The Walk» recibió una calificación de C, destacando sus similitudes con otros episodios y siendo crítico con los personajes. Emily VanDerWerff de The A.V. Club le dio una calificación de B, describiéndolo como «sencillo», con un hospital militar «bien realizado» y una dirección «excelente». Sin embargo, sintió que Ian Tracey no era un actor lo suficientemente bueno como para hacer que los motivos de Rappo parecieran creíbles. Paula Vitaris de Cinefantastique le dio al episodio dos estrellas y media de cuatro, calificándolo como un «episodio sólido» con un buen reparto y efectos secundarios. Sin embargo, sintió que la caracterización de Mulder y Scully estaba «desequilibrada» y señaló que algunos de los detalles militares estaban equivocados. Robert Shearman y Lars Pearson, en su libro Wanting to Believe: A Critical Guide to The X-Files, Millennium & The Lone Gunmen, calificaron el episodio con tres estrellas y media de cinco, señalando sus similitudes con otros episodios como el anterior «2Shy», pero sintió que Shiban «ha puesto sangre real y pasión en él que lo eleva por encima de las trampas de sus clichés». Criticaron la trama por ser demasiado predecible y formulada, pero dijeron que tuvo éxito en la emoción y que estaba «bien escrita» y «bien dirigida».